# Gerard Godal
Gerard Godal, artiestennaam van Geert Verdonck (Turnhout, 1960), is een Belgisch conceptueel beeldend kunstenaar die woont en werkt in Turnhout.

## Werk
Godal maakt installaties, videokunst en schilderijen. Zijn werken variëren van abstract tot figuratief, van digitaal portret tot gemanipuleerde kopie, van hyperrealisme tot paintball- en madenschilderij.
Godal betitelt zichzelf als "artistic warrior". Deze term zou afgeleid zijn van de maatschappelijke betrokkenheid die hij als kunstenaar toont. In zijn werk ageert hij tegen onrecht, racisme, onverdraagzaamheid en religieus fanatisme. In zijn optiek dient kunst bij te dragen tot een betere wereld. Centrale thema's in zijn oeuvre zijn: vrijheid, tolerantie, leven en dood. Metaforen in zijn producties zijn onder meer lijkenmaden ('grubs') en het verkeersbord 'doodlopende straat', dat in zijn werk de vorm aanneemt van een Latijns kruis.
Godal begon verder het Idea-project, waarbij onder deurwaarderstoezicht uitvoerig beschreven ideeën voor kunstwerken in enveloppen worden verzegeld en via veiling te koop worden aangeboden.

## Chronologie
- 1999 – Neemt deel aan een openatelierroute en toont zijn eerste kunstwerken, een reeks collages.
- 2000 – Maakt de serie 'Risk', werken die met een paintballgeweer geschilderd zijn.
- 2002 – Toont na de terroristische aanslagen van 9/11 in een slagersvitrine in Turnhout de installatie 'New York by Night' ('Project 't Oog' van CC de Warande). Het is een hommage aan de brandweer van New York en bij uitbreiding aan alle hulpverleners.[3]
- 2002 – Ontwerpt voor de beeldentuin Lanart te Lichtaart de installatie 'I know a grave'.
- 2003 – Doet een oproep voor een lijk, waarvan hij het ontbindingsproces wil filmen. Het project blijkt te controversieel om te worden uitgevoerd.[4]
- 2004 – Laat in een terrarium de letters 'Vlaams Belang' wegrotten en oppeuzelen door maden en mestkevers: een pleidooi voor een verdraagzame en democratische maatschappij.
- 2005 – Realiseert de videoclip 'The Ultimate Trip', waarbij levende, in verf gedoopte maden over rottend vlees kruipen op de tonen van Beethovens 9de symfonie. De clip is een 'work in progress'.[5]
- 2006 – Exposeert zijn eerste 'grub paintings', schilderijen waarbij levende, in verf gedoopte maden sporen nalaten op het canvas.
- 2007 – Ontwerpt zijn eigen lijkwade, naar analogie met de lijkwade van Turijn.[6]
- 2008 – Wordt via het MUHKA geselecteerd voor de Canvascollectie in Bozar te Brussel met het werk 'The Head of the Shroud', een fragment uit zijn eigen lijkwade.
- 2009 – Introduceert het verkeersbord 'doodlopende straat' als metafoor. Een detail uit Rubens' 'Aanbidding der wijzen' wordt omgevormd tot 'Madonna met halssnoer'. Begint oude meesters te kopiëren en brengt er de 'doodlopende straat' op aan.[7]
- 2010 – Creëert de openingsact van expositie 'Onland' te Oud-Turnhout, waarbij 100.000 levende maden, kruipend over een varkenskarkas, een compositie vormen op een reusachtig linnen doek, met als apotheose de projectie van de videoclip 'Money and Fame'.[8]
- 2011 – Start het project 'Lam Godal', een artistieke queeste naar 'De rechtvaardige rechters' uit Het Lam Gods, met gerelateerde website www.lamgodal.be.[9]
- 2011 – Geeft in een nieuwe reeks schilderijen zijn visie over de impasse waarin politiek België zich bevindt.[10]
- 2012 – Maakt de waarheid omtrent de 'Rechtvaardige Rechters' bekend: 'In Novis Requirite Iustitiam'.[11]

## Recente tentoonstellingen
- 2015 - 'Kunst-Licht, Licht-Kunst', in Hofke van Chantraine (Oud-Turnhout)
- 2015 - 'I've Got an Idea', in Hofke van Chantraine (Oud-Turnhout)
- 2013 - 'Kunstroute KempArt' (Turnhout)
- 2012 - 'Sint-Jan', in Sint-Baafskathedraal (Gent)
- 2012 - 'Als ich can', in Galerie Ludwig Trossaert (Antwerpen)
- 2011 - 'Het verdriet van Godal', in Galerie Ludwig Trossaert (Antwerpen)
- 2011 - 'Kunstroute 'KempArt (Turnhout)
- 2010 - 'Lam Godal' (Wetteren)
- 2010 - 'Onland', in Hofke van Chantraine (Oud-Turnhout)
- 2009 - 'Dead End Rhapsody', in Galerie Ludwig Trossaert (Antwerpen)
- 2009 - 'Summer of Godal', in Galerie Ludwig Trossaert (Antwerpen)
- 2008 - 'Artistic Warrior', in Galerie Ludwig Trossaert (Antwerpen)
- 2008 - 'Canvascollectie', in Bozar (Brussel)